# Euzopherodes
Euzopherodes is een geslacht van vlinders van de familie snuitmotten (Pyralidae), uit de onderfamilie Phycitinae.

## Soorten
- E. albicans Hampson, 1899
- E. albistrigella Hampson, 1908
- E. allocrossa Lower, 1903
- E. capicola Balinsky, 1994
- E. concinella Turner, 1947
- E. charlottae (Rebel, 1914)
- E. dendrophaga Meyrick, 1934
- E. ephestialis Hampson, 1903
- E. euphrontis (Meyrick, 1937)
- E. hemiphaea Hampson, 1908
- E. homocapna Turner, 1947
- E. homophaea Turner, 1947
- E. irroralis Hampson, 1903
- E. lecerfi Schmidt, 1934
- E. leptocosma Turner, 1904
- E. lutisignella (Mann, 1869)
- E. megalopalis Hampson, 1904
- E. oberleae Roesler, 1973
- E. phaulopa Turner, 1947
- E. proleucalis Hampson, 1908
- E. pusilla Mabille, 1906
- E. schematica Turner, 1947
- E. soma Roesler & Kuppers, 1981
- E. spodoptila Turner, 1913
- E. sudanicola Roesler, 1973
- E. taprobalis Hampson, 1908
- E. vapidella (Mann, 1857)